# Yōhei Satō
Yōhei Satō (jap. 佐藤 洋平, Satō Yōhei; * 22. November 1972 in der Präfektur Miyagi) ist ein ehemaliger japanischer Fußballspieler.

## Karriere
Satō erlernte das Fußballspielen in der Schulmannschaft der Miyagi Technical High School. Seinen ersten Vertrag unterschrieb er 1991 bei Sumitomo Metal. Der Verein spielte in der zweithöchsten Liga des Landes, der Japan Soccer League Division 2. Mit Gründung der Profiliga J.League 1992 und der damit verbundenen Neuorganisation des japanischen Fußballs wurde Sumitomo Metal zu den Kashima Antlers. Mit dem Verein wurde er 1996 und 1998 japanischer Meister. 1997 gewann er mit dem Verein den J.League Cup und den Kaiserpokal. Für den Verein absolvierte er 76 Erstligaspiele. 1999 wechselte er zum Zweitligisten Consadole Sapporo. 2000 wurde er mit dem Verein Meister der J2 League und stieg in die J1 League auf. Am Ende der Saison 2002 stieg der Verein in die J2 League ab. Für den Verein absolvierte er 135 Spiele. Im September 2003 wechselte er zum Erstligisten Júbilo Iwata. 2003 wurde er mit dem Verein Vizemeister der J1 League. 2003 gewann er mit dem Verein den Kaiserpokal. 2004 erreichte er das Finale des Kaiserpokal. Für den Verein absolvierte er 32 Erstligaspiele. Ende 2008 beendete er seine Karriere als Fußballspieler.

## Erfolge
Kashima Antlers
- J1 League

Meister: 1996, 1998
Vizemeister: 1993, 1997
- J.League Cup

Sieger: 1997
- Kaiserpokal

Sieger: 1997
Finalist: 1993
Júbilo Iwata
- J1 League

Vizemeister: 2003
- Kaiserpokal

Sieger: 2003
Finalist: 2004